# Mike Pompeo
Mike Pompeo (født 30. december 1963) er en amerikansk politiker, som fra marts 2018 til januar 2021 var USA's udenrigsminister, udpeget af Donald Trump. Pompeo, der var chef for CIA fra 2017 til 2018, har spillet en central rolle i forhandlingerne med Nordkorea samt under handelskrigen med Kina.
I 2020 besøgte han Danmark og mødtes med udenrigsminister Jeppe Kofod.